# Meio-Quilo
Meio-Quilo (no original, Half Hitch) é um personagem de tira de quadrinhos, criado por Hank Ketcham (mais famoso pelo personagem Dennis, o Pimentinha), em 1943, para a revista norte-americana Saturday Evening Post. Na tira original ele não tinha nome. Apenas quando foi relançado nos anos de 1970 é que foi batizado de Half Hitch. Na primeira fase, o Meio-Quilo só apareceu durante 2 anos. Ele foi revivido para o King Features Syndicate, em 1970, quando uma tira diária e uma página dominical começaram a ser publicadas em jornais norte-americanos, no dia 16 de fevereiro de 1970. Trazia como autor o nome de Hank Ketcham, mas na verdade era escrita por Bob Saylor e desenhada por Dick Hodgins Jr. (imitando o estilo de Ketcham). A série terminou em 1975, nos Estados Unidos, nunca mais tendo sido relançada.

## Brasil
O personagem teve revista própria no Brasil, Meio-Quilo, o Marinheiro, na década de 1970, publicada pela RGE-Rio Gráfica Editora, que durou pelo menos 43 números. O subtítulo "o marinheiro" aparecia nas primeiras edições, mas posteriormente foi abandonado, passando a revista a se chamar simplesmente Meio-Quilo.
O nome Meio-Quilo no Brasil tem um significado semelhante ao do original: corresponde a uma alcunha popular nos anos 70 dada a pessoas de baixa estatura, uma vez que o personagem era bem "baixinho". As publicações no Brasil são da nova série lançada em 1970.